# Bellardia corsicana
Bellardia corsicana är en tvåvingeart som först beskrevs av Villeneuve 1911.  Bellardia corsicana ingår i släktet Bellardia och familjen spyflugor. Inga underarter finns listade i Catalogue of Life.